# Guardistallo
Guardistallo là một đô thị ở tỉnh Pisa trong vùng Toscana thuộc Ý, có cự ly khoảng 70 km về phía tây nam của Florence và khoảng 50 km về phía đông nam của Pisa. Tại thời điểm ngày 31 tháng 12 năm 2004, đô thị này có dân số 1.098 người và diện tích là 23,8 km².
Guardistallo giáp các đô thị: Bibbona, Casale Marittimo, Cecina, Montecatini Val di Cecina, Montescudaio.